# ReCAPTCHA
Recaptcha је систем за људску верификацију у власништву Гугла.
Првобитна итерација услуге била је платформа дизајнирана за дигитализацију књига, посебно оних који су били превише нечитљиве да би их скенирали рачунари. Упут за верификацију користи парове речи са скенираних страница, с тим што се једна позната реч користи као контрола за верификацију, а друга која се користи за преписивање читања несигурних речи. Овај систем су првобитно развили Луис вон Ан, Дејвид Абрахам, Мануел Блум, Мајкл Крафорд, Бен Маурер, Колин МекМилен и Едисон Тан у главном кампусу Унивезитета у Питбургу.  Гугл га је купио у септембру 2009. године. Систем је помогао дигитализацији архива Њујорк Тајмса, а касније их је Гугл Букс користио у сличне сврхе. 
Систем је пријављен да приказује преко 100 милиона captcha сваки дан.

## Операције
Скенирани текст подвргнут је анализирању помоћу два различита ОЦР-а. Свака реч која се различито дешифрује у два ОЦР програма или није у енглеском речнику означена је као "сумњива" и претворена у captcha. Сумњива реч се приказује изван контекста, понекад заједно са већ познатом контролном речју. Ако човек правилно унесе контролну реч, тада је одговор на упитну реч прихваћен као вероватно тачан. Ако је довољно корисника исправно откуцало контролну реч, а погрешно откуцало другу реч коју ОЦР није успео да препозна, дигитална верзија докумената могла би садржавати погрешну реч. Идентификација коју проводи сваки ОЦР програм даје вредност 0,5 бодова, а свака интерпретација од стране човека даје пуну тачку. Једном када дата идентификација достигне 2,5 бода, реч се сматра валидном. Те речи којима људи доследно дају један идентитет касније се рециклирају као контролне речи. Ако се прва три нагађања подударају једна са другом, али се не подударају ни са једним од ОЦР-а, сматраће се тачним одговором и реч постаје контролна реч. Када шест корисника одбаци реч пре него што се изабере било који исправан правопис, реч се одбацује као нечитљива.